# Matéria QCD
Matéria quark ou matéria QCD (veja QCD) refere-se a quaisquer de um número de estados da matéria na qual graus de liberdade incluem quarks e glúons. Estas fases ocorrem em temperaturas e densidades extremamente altas, bilhões de vezes mais altas que as que podem ser produzidas em equilíbrio em laboratórios. Sob quaisquer condições extremas, a familiar estrutura da matéria, com quarks arranjados nos núcleons dos núcleos rodeados por elétrons, é completamente rompida, e os quarks vagam livremente. Isso é análogo à estrutura dos cristais quando é rompida por compressão ou aquecimento e se funde num líquido de seus constituintes (moléculas de água).
No modelo padrão da física de partículas, a mais forte força é a interação forte, a qual é descrita pela teoria da cromodinâmica quântica (QCD). Em temperaturas ou densidades ordinárias só confina-se os quarks em partículas compostas hádrons de tamanho aproximadamente de 10−15m = 1 femtômetro = 1 fm
(correspondente a escala de energia QCD ΛQCD≈200 MeV) e seus efeitos não são notáveis a grandes distâncias. Entretanto, quando a temperatura alcança a escala de energia QCD (T da ordem de 1012K) ou a densidade aumenta ao ponto onde a separação média inter-quark é menor que 1 fm (potencial químico de quark μ em torno de 400 MeV), os hádrons são fundidos em seus quarks constituintes, e a interação forte se torna a apresentação dominante da física. Tais fases são chamadas matéria quark ou matéria QCD.

## Ocorrência

### Ocorrência Natural
- O universo primordial. De acordo com a teoria do big bang, em tempos muito remotos, quando o universo tinha somente uma poucas dezenas de microsegundos de idade, a temperatura era tão alta que toda a matéria tomou a forma de uma fase quente de matéria quark chamada plasma quark-glúon (QGP).
- estrelas compactas (estrelas de nêutrons). Um estrela de nêutrons é muito mais fria que 1012 K, mas é comprimida por seu próprio peso a densidades tão altas que é razoável presumir que matéria quark deva existir no interior. Estrelas compactas compostas principal ou inteiramente de matéria quark são conhecidas como estrelas de quarks ou estrelas estranhas. A matéria nuclear componente de estrelas estranhas, se existem, acredita-se consistir somente de uma fina crosta na superfície. As medidas das ondas gravitacionais de colisões de estrelas de nêutrons mostraram evidências da presença de matéria quark dentro dos núcleos das maiores estrelas de nêutrons existentes.[1]
- "Strangelets". Estes são hipotéticos agrupamentos de matéria estranha que podem ser abundantes no espaço interestelar. Eles somente existem se a matéria nuclear é meta-estável contra o decaimento em matéria quark: isto é geralmente considerado como uma razoavelmente radical hipótese.

### Ocorrência artificial
- Colisões de íons pesados. Físicos podem produzir pequenas regiões de espaço de vida curta nas quais a densidade de energia é comparável as do universo com a idade de 20 microsegundos. Isto é obtido por colisões de núcleos pesados a altas velocidades. Aceleradores extremamente poderosos são necessários, tais como o RHIC no Brookhaven National Laboratory nos EUA, ou o futuro LHC no CERN entre a Suíça e a França. Existem boas evidências que o plasma quark-glúon tenha sido produzido no RHIC.[2]

## Termodinâmica
O contexto para se entender a termodinâmica da matéria quark é o modelo padrão da física de partículas, a qual contém seis diferentes sabores de quarks, assim como léptons, elétrons e neutrinos. Estes interagem via a interação forte, eletromagnetismo e também a interação fraca a qual evita que um sabor de quark transforme-se noutro. Interações eletromagnéticas ocorrem entre partículas que carregam carga elétrica; interações fortes ocorrem entre partículas que carregam carga colorida.
O correto tratamento termodinâmico da matéria quark depende do contexto físico. Para largas quantidades que existam por longos períodos de tempo (o "limite termodinâmico"), nós devemos levar em conta o fato que as únicas cargas conservadas no modelo padrão são o número quark (equivalente ao número bariônico), a carga elétrica, os oito números de cor, e o número lépton. Cada um destes tem um potencial químico associado. Entretanto, grandes volumes de matéria devem ser de cor e eletricamente neutros, as quais determinam o potencial químico da carga elétrica e a cor. Isto deixa um espaço de fase tridimensional parametrizado pelo potencial químico de quark, o potencial químico de lépton e a temperatura.
Em estrelas compactas a matéria quark deve ocupar quilômetros cúbicos e existir por milhões de anos, então o limite termodinâmico é apropriado. Entretanto, os neutrinos escapam, violando o número lépton, então o espaço de fase para a matéria quark em estrelas compactas tem duas dimensões, temperatura (T) e potencial químicos do número quark μ (veja a próxima seção). Um strangelet não está no limite termodinâmico de grande volume, então ele é como um exótico núcleo: ele pode ter carga elétrica. Uma colisão de íons pesados não é nem o limite termodinâmico de grandes volumes nem o de grandes tempos. Colocando de lado questões de se são suficientemente equilibradas para a termodinâmica ser aplicável, não há certamente tempo suficiente para interações fracas ocorrerem, e há potenciais químicos independentes para todos os seis sabores dos quarks. As condições iniciais (o parâmetro de impacto da colisão, o número de quarks UP e DOWN nos núcleos em colisão, e o fato que eles não contenham quarks de outros sabores) determinam o potencial químico.

## Diagrama de fase

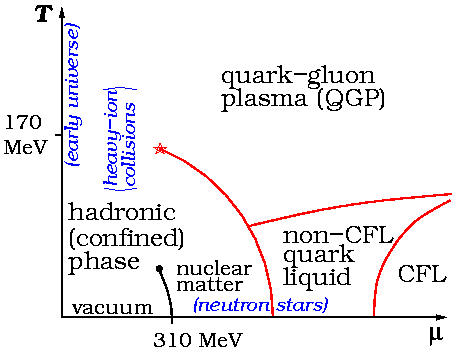
Apresentação conjectural do diagrama de fases da matéria QCD

O diagrama de fase da matéria quark não é bem conhecido, tanto experimental quanto teoricamente. Uma comumente conjecturada forma de diagrama de fase é mostrada na figura. É aplicável a matéria em uma estrela compacta, onde os únicos potenciais termodinâmicos relevantes são os potenciais químicos dos quarks μ e a temperatura T. Para orientação também mostra os valores típicos de μ e T em colisões de íons pesados e no universo inicial. Para leitores que não estejam familiarizados com o conceito de potencial químico, é útil pensar em μ como uma medida do desequilíbrio entre quarks e antiquarks no sistema. Mais alto μ significa mais alta densidade de quarks.
Matéria atômica ordinária como nós conhecemos é realmente uma fase mista, com porções de matéria nuclear (núcleos) cercadas por vácuo, o qual existem na fase limite de baixa temperatura entre vácuo e matéria nuclear, em μ=310MeV e T próximo a zero. Se nós aumentarmos a densidade de quarks (i.e. aumentarmos μ) mantendo a temperatura baixa, nos moveremos para uma fase de mais e mais comprimida matéria nuclear. Seguir este padrão corresponde a mergulhar mais e mais profundamente numa estrela de nêutrons. Eventualmente, num valor crítico desconhecido de μ, haverá uma transição para a matéria quark. Em densidades ultra-altas nós esperamos encontrar a fase de cor-sabor-fixos (CFL, de "color-flavor-locked") de matéria quark com supercondutividade colorida. Em densidades intermediárias nós esperamos algumas outras fases (denominadas "líquido quark não-CFL", na figura) cuja natureza é atualmente desconhecida. Elas podem ser outras formas de matéria quark com supercondutividade colorida, ou alguma coisa diferente.
Agora, imagine iniciar-se no canto inferior esquerdo do diagrama de fases, no vácuo aonde μ=T=0. Se nós aquecemos o sistema sem introduzir qualquer preferência por quarks sobre antiquarks, isto corresponde a mover-se verticalmente para cima ao longo do eixo T. Primeiramente, quarks são ainda confinados e nós criamos um gás de hádrons (píons, principalmente). Então em torno de T=170 MeV há uma transição para o plasma de quarks e glúons: flutuações térmicas rompem os píons, e nós encontramos um gás de quarks, antiquarks e glúons, assim como partículas mais leves tais como fótons, elétrons, pósitrons, etc. Seguir este padrão corresponde a viajar para trás no tempo, ao estado do universo logo após o Big Bang (aonde há uma muito sutil diferença entre quarks e antiquarks).
A linha que eleva da transição de matéria muclear/quark e que dobra-se então para trás para o eixo T, com seu fim marcado por um asterisco, é a suposta ligação entre fases confinadas e não confinadas. Até recentemente também se acreditava ser uma ligação dentre as fases aonde a simetria quiral é rompida (baixa temperatura e densidade) e fases aonde não é rompível (alta temperatura e densidade). É agora conhecido que a fase CFL exibe rompimento da simetria quiral, e outras fases de matéria quark podem também romper simetria quiral, então não é claro se isto é realmente uma linha de transição quiral. A linha termina no "ponto crítico quiral", marcado por um asterisco na figura, o qual é um ponto de temperatura e densidade especiais no qual fenômenos físicos de rompimento (análogos ao opalescência crítica) são esperados (veja "questões abertas" abaixo).

## Desafios teóricos: técnicas de cálculo
A estrutura de fase da matéria quark ainda é principalmente conjectural porque é difícil realizar cálculos predizendo as propriedades da matéria quark. A razão é que QCD, a teoria descrevendo as interações dominantes entre quarks, é fortemente ligada a densidades e temperaturas de grande interesse físico, e disto é muito difícil obter qualquer predição. Aqui são resumidas descrições de algumas das aproximações padrão.

### Teoria do retículo gauge
A única ferramenta de cálculo de primeiros princípios comumente encontrável é o retículo QCD, i.e. cálculos computacionais pela "força bruta". Por causa de um obstáculo técnico conhecido como o problema do sinal do férmion, este método pode somente ser usado em alta densidade e alta temperatura (μ<T), e prediz que a transição para o plasma quark-glúon irá ocorrer em torno de T=170MeV Entretanto, não pode ser usado para investigar a interessante estrutura da fase de supercondutividade colorida a alta densidade e baixa temperatura.

### Teoria do Acoplamento Fraco
Porque QCD é assintoticamente livre ela torna-se acoplada fracamente a densidades irrealisticamente altas, e métodos diagramáticos podem ser usados. Tais métodos mostram que a fase CFL ocorre a muito alta densidade. A altas temperaturas, entretanto, métodos diagramáticos não estão ainda sob completo controle.

### Modelos
Para obter-se uma básica ideia de que fases podem ocorrer, pode-se usar um modelo que tem algumas as mesmas propriedades da QCD, mas é mais fácil de manipular-se. Muitos físicos usam modelos Nambu-Jona-Lasinio, os quais não contém glúons, e substituem a interação forte com uma interação de quatro férmions. Métodos de campos médios são comumente usados para analisar as fases. Outra aproximação é o "modelo de empacotamento", no qual os efeitos do confinamento são simulados por uma densidade aditiva de energia que despreza a matéria quark não confinada.

### Teorias efetivas
Muitos físicos simplesmente tomado uma abordagem microscópica, e feito suposições informais das fases previstas (talvez baseados sobre os resultados do modelo NJL). Para cada fase, eles então subscrevem uma teoria efetiva para as excitações de baixa energia, em termos de menor número de parâmetros, usando-as para fazer predições que podem poupar estes parâmetros de serem fixados por observações experimentais.

### Outras aproximações
Existem métodos que são algumas vezes usados para trazer luz sobre a QCD, mas por várias razões deixam de ser particularmente úteis no estudo da matéria quark.
- Expansão 1/N. Trata o número de cores N, o qual é atualmente 3, como um número grande, e expande-o em potências de 1/N. Extrapola-se que numa alta densidade a correções de mais alta ordem são maiores, e a expansão dá resultados enganadores.
- Supersimetria. Adicionando-se quarks escalares (squarks) e glúons fermiônicos (gluínos) à teoria a faz ser mais tratável, mas a termodinâmica da matéria quark depende crucialmente do fato que somente férmions podem ter números quark, e sobre o número de graus de liberdade em geral.

## Desafios experimentais
Experimentalmente, é difícil mapear o diagrama de fases da matéria quark porque é impossível obter-se suficientemente altas temperaturas e densidades em laboratório. Colisões de íons pesados produzem informação sobre a transição de matéria hadrônica para QGP. Observações de estrelas compactas podem produzir informação sobre a região de lata densidade e baixas temperaturas. Estudo dos esfriamento, redução da rotação, e precessão destas estrelas tem propiciado informações sobre as propriedades de seu interior. Como as observações vem se tornando mais precisas tem-se esperança de conhecer-se melhor tais fenômenos.
Um dos naturais temas para a futura pesquisa é a exata localização do ponto crítico quiral. Alguns cálculos ambiciosos do retículo QCD devem encontrar evidência para isto, e cálculos futuros deverão clarear a questão. Colisões de íons pesados podem ser aptos a medir sua posição experimentalmente, mas isto irá requerer medições através de uma fixa de valores de μ e T, um projeto que deve ser empreendido nos futuros experimentos.